# بيت الغليسي (حزم العدين)

تعديل مصدري - تعديل

بيت الغليسي محلة تابعة لقرية المقبيب، التابعة لعزلة الاسلوم بمديرية حزم العدين إحدى مديريات محافظة إب في الجمهورية اليمنية، بلغ تعداد سكانها 21 حسب تعداد اليمن لعام 2004.